# Felix Lohrengel
Felix Lohrengel (* 1982 in Braunschweig) ist ein deutscher Schauspieler.

## Leben
Felix Lohrengel besuchte von 2004 bis 2008 die Folkwang Universität der Künste in Bochum. Bereits in der Spielzeit 2006/07 debütierte er am Theater Bielefeld in dem Stück The Killer in Me is the Killer in You, my Love in der Regie von Orazio Zambelletti. In der folgenden Saison spielte er in einer Inszenierung Wolf-Dietrich Sprengers den Bräutigam in der Kleinbürgerhochzeit von Bertolt Brecht. Neben weiteren Verpflichtungen am Wuppertaler Schauspielhaus und den Gandersheimer Domfestspielen gastiert Lohrengel häufig am Hamburger Ernst-Deutsch-Theater (EDT). Hier war er unter anderem Major von Tellheim in Minna von Barnhelm von Gotthold Ephraim Lessing, Damis in Tartuffe von Molière oder Dr. Sanderson in Mein Freund Harvey von Mary Chase. In Michael Kramer von Gerhart Hauptmann und John Gabriel Borkmann von Henrik Ibsen spielte Lohrengel jeweils die Söhne der Protagonisten. Am EDT konnte man ihn in den letzten Jahren auch wiederholt in der Rolle des Rüdiger von Schlotterstein in den Geschichten vom Kleinen Vampir nach den Romanen von Angela Sommer-Bodenburg sehen.
Gelegentlich steht Felix Lohrengel auch vor der Kamera, so 2011 in dem Kurzfilm Henrik oder 2015 in einer Nebenrolle in der ZDF-Produktion Zweimal lebenslänglich. Lohrengel lebt in Hamburg.

## Filmografie
- 2006: Hotel Eclipse
- 2006: Ritter Roland
- 2007: Date
- 2011: Henrik
- 2015: Zweimal lebenslänglich
- 2020: Das Geheimnis des Totenwaldes (Fernsehfilm)